# Харолимана, Винсент
Винсент Харолимана (руанда Vincent Harolimana, 2 сентября 1962 год, Руанда) — католический прелат, епископ Рухенгери с 31 января 2012 года.

## Биография
8 сентября 1990 года Винсент Харолимана был рукоположён в священника Римским папой Иоанном Павлом II в соборе святого Петра.
31 января 2012 года Римский папа Бенедикт XVI назначил Винсента Харолиману епископом Рухенгери. 24 марта 2012 года состоялось рукоположение Винсента Харолиманы в епископа, которое совершил епископ Ньюндо Алексисом Хабийамбере в сослужении с архиепископом Кигали Тадде Нтихиньюрвой и епископом Кабгайи Смарагдом Мбоньинтеге.